# Torben Paaske
Torben Petersen Paaske (13. november 1953 – 5. marts 2011 ) var en dansk radiojournalist, der var kendt for en lang række hørebilleder og montager i DRs P1.
Han vandt Prix Italia i 2007 for udsendelsen Bomben i Bagdad , om FN-diplomaten Henrik Kolstrop. I 2008 blev han hædret med Kryger-prisen